# Солюс, Георгий Павлович
Георгий Павлович Солюс (1907 —  1989) — советский учёный, доктор экономических наук, профессор, также государственный деятель.

## Биография
Родился в 1907 году.
В период с 1932 по 1935 год участвовал в организации Советского торгового представительства и отделения банка в Западном Китае (город Урумчи). Окончил Всесоюзный заочный финансово-экономический институт Наркомфина СССР в 1939 году. В 1940—1941 годах был аспирантом Московского государственного экономического института Госплана СССР, но не окончил её из-за начавшейся войны.
Участник Великой Отечественной войны, куда был призван 23 июня 1941 и начал её рядовым. Стал политруком, был назначен инструктором политотдела 49-й армии по работе среди войск противника. В 1942 году переведен в политуправление 3-го Белорусского фронта на должность старшего инструктора, где пробыл до конца войны, и в звании подполковника был назначен начальником отделения по работе среди войск и населения противника. В ноябре 1945 года Георгий Солюс был переведен в Советскую военную администрацию Германии (СВАГ) в Берлин, назначен на должность заместителя начальника Бюро информации СВАГ, которую занимал до конца 1947 года.
После демобилизации, в 1948—1950 годах продолжил обучение в аспирантуре, по окончании которой работал в Московском государственном институте международных отношений МИД СССР ассистентом кафедры политэкономии, затем — деканом факультета международных экономических отношений (1950—1962). С 1952 по 1958 годы одновременно работал старшим научным сотрудником Научно-исследовательского финансового института при Минфине СССР и по совместительству преподавал политэкономию в Московском финансовом институте (МФИ, ныне Финансовый университет при Правительстве Российской Федерации), где проработал по 1989 год. Ученая степень кандидата экономических наук Г. П. Солюсу  была присвоена в 1950 году, доцентом стал в 1952 году; ученую степень доктора экономических наук получил в 1965 году и ученое звание профессора — в 1966 году.
За свою более чем 35-летнюю научно-педагогическую деятельность Георгий Павлович опубликовал более 80 работ, в числе которых монографии "Государственные финансы и иностранный капитал в экономике Западной Германии" (1957), "Развитие государственно-монополистического капитализма в условиях общего кризиса капитализма" (1962), "Налоги в системе государственно-монополистического капитализма" (1964), "Государственные финансы в современном капиталистическом воспроизводстве" 1974). Также при его участии учеными МФИ изданы монографии: "Монополии и государство ФРГ" (1962), "Критика современных буржуазных теорий финансов, денег, кредита" (1966, 1970, 1978), "Современный рынок капитала" (1977), "Крупнейшие транснациональные корпорации капиталистического мира" (1983), "Новые явления в концентрации и монополизации капитала в производстве в условиях современного капитализма" (1984), статьи в сборниках "Научные труды МФИ".
Г. П. Солюс был награжден орденами Трудового Красного Знамени, Красной Звезды и Отечественной войны 2-й и 1-й степеней, а также медалями. Награждался Почетными грамотами Минвуза СССР и финансового института, был удостоен почетного звания "Заслуженный экономист РСФСР".
Умер в 1989 году.